# Karczownik
Karczownik (Arvicola) – rodzaj ssaków z podrodziny karczowników (Arvicolinae) w obrębie rodziny chomikowatych (Cricetidae).

## Rozmieszczenie geograficzne
Rodzaj obejmuje gatunki występujące w Eurazji.

## Morfologia
Długość ciała (bez ogona) 120–230 mm, długość ogona 54–139 mm; masa ciała 55–320 g.

## Systematyka
Rodzaj zdefiniował w 1799 roku francuski przyrodnik Bernard Germain de Lacépède w publikacji swojego autorstwa poświęconej podziałowi systematycznemu ssaków. Gatunkiem typowym jest (oznaczenie monotypowe) karczownik ziemnowodny (A. amphibius).

### Etymologia
- Arvicola (Alviceola, Arvicula): łac. arvum ‘pole’; -cola ‘mieszkaniec’, od colere ‘zamieszkiwać’[13].
- Hemiotomys: gr. ἡμι- hēmi- ‘pół’, od ἡμισυς hēmisus ‘połowa’; ους ous, ωτος ōtos ‘ucho’; μυς mus, μυός muos ‘mysz’[14]. Gatunek typowy: Mus amphibius Linnaeus, 1758.
- Paludicola: łac. paludicola ‘mieszkaniec bagien’, od palus, paludis ‘bagno’; -cola „mieszkaniec”, od colere ‘zamieszkiwać’[15]. Gatunek typowy: Blasisu wymienił trzy gatunki – Arvicola ratticeps Keyserling & Blasius, 1841:319 (= Mus oeconomus Pallas, 1776), Mus amphibius Linnaeus, 1758 i Hypudaeus syriacus Brants, 1827 – z których gatunkiem typowym ejst Mus amphibius Linnaeus, 1758.
- Ochetomys: gr. οχετος okhetos ‘kanał, rura’, od οχεω okheō ‘nosić’; μυς mus, μυός muos ‘mysz’[16]. Gatunek typowy: Fitzinger wymienił kilka gatunków – Mus amphibius Linnaeus, 1758, Arvicola americana J.E. Gray, 1842 (= Mus amphibius Linnaeus, 1758), Arvicola destructor[d] Savi, 1838, Arvicola pertinax Savi, 1838 (= Arvicola italicus Savi, 1839), Mus terrestris Linnaeus, 1758:61 (= Mus amphibius Linnaeus, 1758), Arvicola monticola Sélys-Longchamps, 1838 (= Mus amphibius Linnaeus, 1758) i Hypudaeus nageri Schinz, 1845 (= Mus glareolus von Schreber, 1780) – z których gatunkiem typowym jest Mus amphibius Linnaeus, 1758.
- Praticola: łac. pratum, prati ‘łąka’; -cola ‘mieszkaniec’, od colere ‘zamieszkiwać’[17]. Gatunek typowy: Fatio wymienił kilka gatunków – Mus amphibius Linnaeus, 1758, Arvicola nivalis Martins, 1842 (= Hypudaeus syriacus Brants, 1827), Mus arvalis Pallas, 1779, Arvicola ratticeps Keyserling & Blasius, 1841 (= Mus oeconomus Pallas, 1776) i Arvicola campestris Blasius, 1853 (= Mus arvalis Pallas, 1779) – z których gatunkiem typowym jest Mus amphibius Linnaeus, 1758.

### Podział systematyczny
Wyróżniany gatunek A. monticola w świetle ostatnich analiz (2020) opartych na danych molekularnych i morfologicznych powinien być traktowany jako podgatunek lub synonim A. amphibius; w takim ujęciu do rodzaju należą następujące występujące współcześnie gatunki:
| Grafika | Gatunek            | Autor i rok opisu | Nazwa zwyczajowa       | Podgatunki         | Rozmieszczenie geograficzne | Podstawowe wymiary                            | Status IUCN |
| ------- | ------------------ | ----------------- | ---------------------- | ------------------ | --- | --------------------------------------------- | ----------- |
|         | Arvicola sapidus   | G.S. Miller, 1908 | karczownik zachodni    | 2 podgatunki       | siedliska wodne we Francji, Hiszpanii i Portugalii; zakres wysokości: 0–2300 m n.p.m. | DC: 16,5–22 cm DO: 10,7–13,5 cm MC: 100–275 g | VU          |
|         | Arvicola amphibius | (Linnaeus, 1758)  | karczownik ziemnowodny | gatunek monotypowy | Europa na wschód do Kaukazu, Azja Środkowa, południowa Syberia (na wschód do rzeki Lena), północna Mongolia i północno-zachodnia Chińska Republika Ludowa; zakres wysokości: 0–3210 m n.p.m. | DC: 12–23 cm DO: 5,4–13,9 cm MC: 55–320 g     | LC          |
|         | Arvicola italicus  | Savi, 1839        |                        | gatunek monotypowy | wilgotne siedliska we Włoszech, docierający marginalnie do południowej Szwajcarii (Ticino); zakres wysokości: do 1600 m n.p.m.                                                               | DC: 16,2–19,1 cm DO: 8,4–10,2 cm MC: 83–139 g | NE          |
|         | Arvicola persicus  | De Filippi, 1865  |                        | gatunek monotypowy | endemit Iranu: góry Elbrus (być może dalej na zachód); zakres wysokości: 75–2575 m n.p.m. | brak danych                                   | NE          |

Kategorie IUCN:  LC  – gatunek najmniejszej troski,  VU  – gatunek narażony;  NE  – gatunki niepoddane jeszcze ocenie.
Opisano również gatunki wymarłe:
- Arvicola chosaricus Aleksandrova, 1976[22] (Rosja; plejstocen)
- Arvicola jacobaeus Cuenca-Bescós, Agustí Ballester, Lira, Rubio & Rofes, 2010[23] (Hiszpania; plejstocen)
- Arvicola kalmankensis Zazhigin, 1980[24] (Rosja; pliocen)
- Arvicola mosbachensis (Schmidtgen, 1911)[25] (Niemcy; plejstocen)
- Arvicola nahalensis Maul, Rabinovich & Biton, 2021[26] (Izrael; plejstocen)